# Deximed
Deximed – Deutsche Experteninformation Medizin ist eine deutschsprachige Medizin-Enzyklopädie im Internet mit gebührenpflichtigen ärztlichen Fachinformationen und kostenfreien Patienteninformationen.

## Inhalt
Deximed richtet sich primär an Hausärzte und Patienten. Die Medizin-Enzyklopädie wird in Zusammenarbeit mit dem norwegischen NEL und der Deutschen Gesellschaft für Allgemeinmedizin und Familienmedizin (DEGAM) fortgeschrieben. Unter Berücksichtigung deutscher medizinischer Leitlinien und Patienteninformationen wird Deximed fortlaufend aktualisiert. Die DEGAM stellt einen wissenschaftlichen Beirat, der gewährleisten soll, dass die Medizin-Enzyklopädie die Kriterien der Evidenzbasierten Medizin berücksichtigt. Deximed beteiligt sich am Programm Verlässliches Gesundheitswissen des Deutschen Netzwerks Gesundheitskompetenz.
Als nutzerfinanziertes Angebot hat Deximed keine finanziellen Interessen an einer bestimmten Form von Medizin. Deximed ist transparent und kritikfähig, offen für Veränderungen und Erweiterungen. Deximed macht keine Vorschriften, sondern bieten kollegiale Entscheidungshilfen für Ärzte und Patienten.

## Entstehung
Grundlage von Deximed ist die seit 1999 existierende norwegische Medizin-Enzyklopädie Norsk Elektronisk Legehåndbok NEL. NEL wurde an der Technisch-Naturwissenschaftlichen Universität Norwegens in Trondheim vom Allgemeinmediziner Terje Johannessen entwickelt.
NEL gehört in Norwegen zur Standardausstattung in der allgemeinärztlichen Patientenversorgung. Mehr als 90 % der norwegischen Allgemeinmediziner haben NEL abonniert. NEL wird in Norwegen aber auch von Klinikärzten, Pflege- und anderen Fachkräften im Gesundheitswesen genutzt. In Dänemark wird seit 2011 eine adaptierte Version von den dortigen Gesundheitsbehörden der Bevölkerung kostenfrei zur Verfügung gestellt, und zwar in einer Fassung für Ärzte (Laegehåndbogen) sowie einer für die Öffentlichkeit (Patienthåndbogen). In Schweden existiert seit 2013 eine modifizierte Fassung unter der Bezeichnung Medibas.
Seit November 2016 ist Dr. Marlies Karsch Chefredakteurin von Deximed. Geschäftsführer von Bonnier Healthcare Germany GmbH sind Ghazaleh Ghassemzadeh und Tone Danielsen. Von Mai 2015 bis November 2016 war Günter Ollenschläger Chefredakteur.

## Herausgeber
Deximed wird von der Firma Bonnier Healthcare Germany GmbH (Freiburg/Br.), einer Tochter der Bonnier Mediengruppe, herausgegeben.